# Югалов, Иван Петрович
Ива́н Петро́вич Юга́лов (9 апреля 1924 года — 21 июля 1977 года) — участник Великой Отечественной войны, командир орудия артиллерийской батареи 336-го стрелкового полка 5-й стрелковой дивизии 3-й армии 3-го Белорусского фронта, Герой Советского Союза, старший сержант.

## Биография
Родился 9 апреля 1924 года в деревне Ельцы ныне Селижаровского района Тверской области в семье крестьянина. Русский. Член ВКП(б)/КПСС с 1944 года. Окончил семь классов неполной средней школы. Работал на Елецком льнозаводе.
В феврале 1942 года призван в ряды Красной Армии. В боях Великой Отечественной войны с марта 1942 года. Воевал на Западном, Сталинградском, 1-м, 2-м и 3-м Белорусских фронтах. Четырежды ранен.
Командир орудия артиллерийской батареи 336-го стрелкового полка старший сержант И. П. Югалов отличился при разгроме окружённой группировки противника на побережье залива Фришес-Хафф (ныне Калининградский залив).
24 марта 1945 года в бою за Хайлигенбайль (ныне Мамоново) его расчёт уничтожил две пушки, две зенитные установки и бронетранспортёр противника, обеспечив захват последнего узла сопротивления гитлеровцев на берегу залива.
Указом Президиума Верховного Совета СССР от 19 апреля 1945 года за образцовое выполнение боевых заданий командования и проявленные при этом мужество и героизм старшему сержанту Ивану Петровичу Югалову присвоено звание Героя Советского Союза с вручением ордена Ленина и медали «Золотая Звезда» (№ 8275).
После демобилизации жил в городе Нелидово Калининской области. Работал машинистом турбины, был секретарём партийной организации электростанции. Скончался 21 июля 1977 года.

## Награды
Награждён орденами Ленина, Отечественной войны 2-й степени, Красной Звезды, Славы 3-й степени, медалями.

## Память
- Похоронен в Нелидово.